# Иэттунуп
Иэттунуп — потухший щитовой вулкан, расположенный в северной части Срединного хребта на Камчатке. Располагается на восточном склоне хребта, в междуречье верховий рек Левая Хайлюля и Иэтваям. Абсолютная высота — 1340 м, относительная — около 400 м. Возраст вулкана современный (голоценовый). Диаметр внешнего кратера — 0,8 км, внутреннего — 0,3 км.
Площадь — около 35 км², объём изверженного материала — 5 км³. Форма вулканической постройки — неправильный пологий щит. Вершина вулкана заканчивается пологим конусом и сильно смещена на запад.